# 瑟德克里克鎮區 (密蘇里州加斯科內德縣)
瑟德克里克鎮區（英語：Third Creek Township）是位於美國密蘇里州加斯科內德縣的一個行政鎮區。

## 地方資料
瑟德克里克鎮區的面積為109.77平方千米，當中陸地面積為109.05平方千米，而水域面積為0.71平方千米。根據2020年美國人口普查的數據，當地共有人口704人，而人口密度為每平方千米6.41人。